# Dansons la capucine
Dansons la capucine est une ronde pour enfants.

## Origine
Cette ronde pour enfants, publiée pour la première fois par Jean Baptiste Clément en 1868 (sous forme de chanson révolutionnaire, parodique et satirique), puis à nouveau vers 1885, lui provient de sa grand-mère,.
Dans la version de son opuscule "89 !... Les souris. Dansons la capucine" de 1868, Jean Baptiste Clément signale que la musique de sa chanson est composée par Joseph Darcier. Dans la version de son livre "Chansons" de 1885, il indique que la musique est de Marcel Legay. Mais dans les deux cas la mélodie notée n'est pas donnée. En 2023, la Bibliothèque Nationale de France a mis en ligne sur Gallica la partition petit-format de "Dansons la Capucine", paroles de Jean Baptiste Clément, musique de Marcel Legay. La mélodie de Marcel Legay est différente des deux musiques traditionnelles données ci-après. Une analyse plus complète de cette chanson et de ses diverses mises en musique est proposée sur la page "Marcel, Jean-Baptiste et « La Capucine »" du site du chansonnier Marcel Legay.
La mélodie est une version du refrain de La Carmagnole, chanson révolutionnaire composée en 1792, après la chute de Louis XVI. L'opposition entre la richesse des uns et la pauvreté des autres, est la même et se retrouve également dans le texte de Clément, publié en 1868. On ignore ce que peut être cette « capucine » qui remplace la « carmagnole », gilet des ouvriers du Piémont. Le terme de capucine ayant pour étymologie capuce par allusion à la forme en capuchon de la fleur, il pourrait s'agir d'une allusion à l'image des robes qui forment une capuche lorsqu'on s'accroupit à la fin de la ronde.

## Paroles
| 1. Dansons la capucine Y a pas de pain chez nous Y en a chez la voisine Mais ce n'est pas pour nous Youh! 2. Dansons la capucine Y'a pas de vin chez nous Y'en a chez la voisine Mais ce n'est pas pour nous Youh! | 3. Dansons la capucine Y'a pas de feu chez nous Y'en a chez la voisine Mais ce n'est pas pour nous Youh! 4. Dansons la capucine Y'a du plaisir chez nous On pleur' chez la voisine On rit toujours chez nous Youh! |

Sur « Youh ! », la ronde s'accroupit.

## Musique
Variante : 